# Mirage (album de Klaus Schulze)
Albums de Klaus Schulze
Body Love
(1977) Body Love II
(1977)
Mirage est le huitième album de Klaus Schulze, sorti en 1977. Dans certaines éditions l'album est sous titré Un paysage électronique hivernal (Eine elektronische Winterlandschaft). L'album a été édité trois fois, en 1977, en 2005 et en 2018.

## Titres
Tous les morceaux sont composées par Klaus Schulze.
| No | Titre                        | Note                        | Durée |
| -- | ---------------------------- | --------------------------- | ----- |
| 1. | Velvet Voyage                |                             | 28:16 |
| 2. | Crystal Lake                 |                             | 29:15 |
| 3. | In cosa crede chi non crede? | bonus sur la réédition 2005 | 19:39 |

- Le bonus In cosa crede chi non crede? de l'édition 2005 est un enregistrement datant de 1999, lors de la ré-édition de 2018 ce bonus n'y figure plus.

## Musiciens
- Klaus Schulze : synthétiseurs, claviers.